# Символизм (изобразительное искусство)

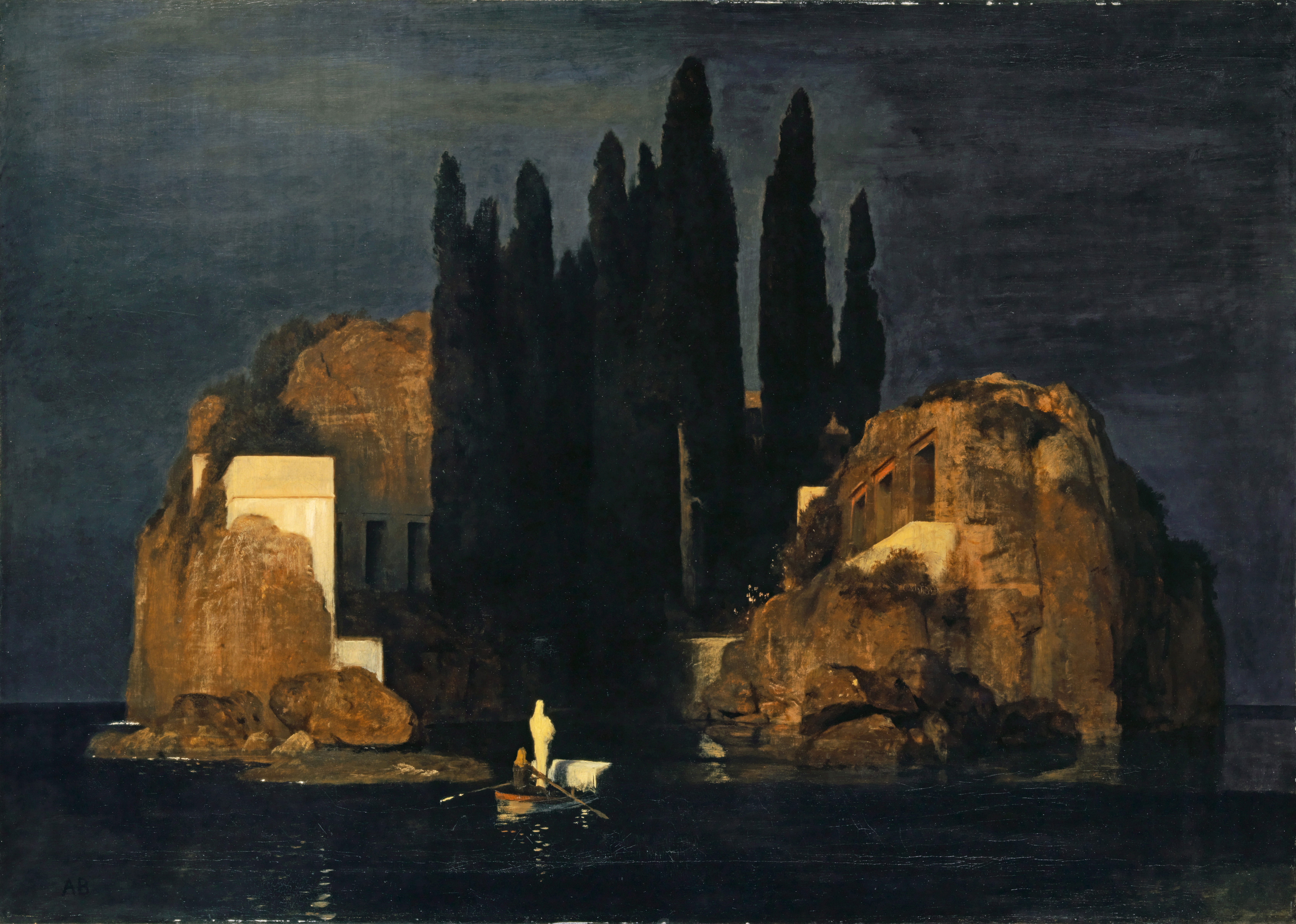
А. Бёклин. Остров мёртвых. 1880. Холст, масло. Базельский художественный музей

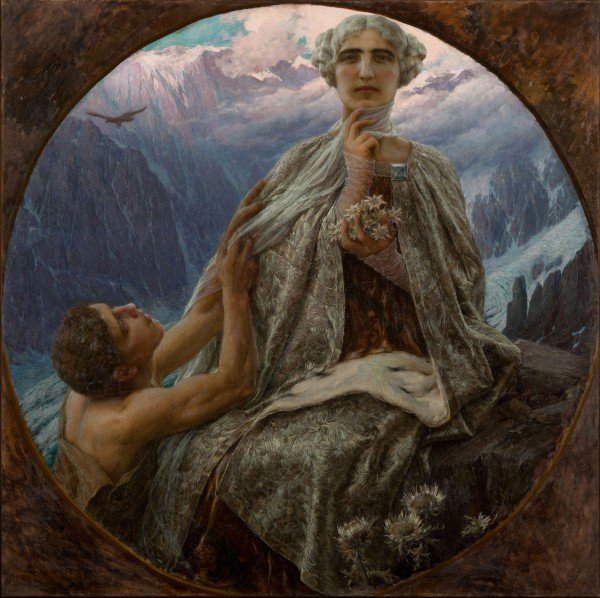
Ч. Саккаджи. Вершина — Королева льда.

Символизм (фр. symbolisme , от др.-греч. symbolon  — «совместное бросание», знак, примета) — течение в изобразительном искусстве, которое возникло в живописи Франции 1870—1880-х годов и получило наибольшее распространение в период модерна на рубеже XIX—XX веков в ряде других стран.
Обособление символизма в качестве течения в искусстве связывают с усилением романтического мировоззрения в кризисные, переломные эпохи развития культуры. Характерные качества символистских произведений искусства — мистика, таинственные мифологические и сакральные темы и сюжеты, намёки, иносказания, неясные, тревожные и смутные настроения, эзотерическая символика. В области формы — напряжённая ритмика, деформация, туманный и сумрачный колорит. Термин «символизм» в искусстве был введён в обращение французским поэтом Жаном Мореасом в манифесте «Le Symbolisme», опубликованном 18 сентября 1886 года в парижской газете «Фигаро» (Le Figaro).
Наибольшее влияние на творчество художников оказал немецкий философ Эрнст Кассирер. В 1923—1929 годах он опубликовал трёхтомный труд «Философия символических форм» («Philosophie der symbolischen Formen»). В любом символе, — утверждал философ, — есть две стороны — означаемое и означающее, материальное и духовное, явное и скрытое. В искусстве символизма различают два мира: мир вещей и мир идей. Поэтому в изобразительном искусстве символ становится условным знаком, соединяющим эти миры. Искусство вообще, прежде всего поэзия, музыка и живопись, — мир символов, а художник и его произведение — ключ к тайне мира идей. Австро-английский историк искусства Эрнст Гомбрих в книге «Символические образы» (1972) различал символы как «образы Божественного творения», которые можно познать только интуитивно, посредством анагогии («возвышения»; термин византийского богословия), и консонансные символы, в которых связь видимого и невидимого устанавливается самим художником, но так, чтобы они были понятны зрителю.
Черты символистского мироощущения складывались в русле художественного направления, именуемого романтизмом, на рубеже XVIII—XIX веков. Романтизм и символизм многое объединяет, но есть и различия. В искусстве романтизма рубежа XVIII—XIX веков внимание художника направлено на познание своего внутреннего мира, который и представляет собой величайшую тайну. Символисты рубежа XIX—XX веков искали тайну в абсолютном бытие, Мировом Духе как идеальном начале видимого мира. Отсюда «теория соответствий» (фр. correspondances) видимого и невидимого миров, впервые выдвинутая поэтом Шарлем Бодлером под влиянием мистических сочинений Эммануила Сведенборга. Эта идея нашла отражение в сборнике стихотворений Бодлера «Цветы зла» (1857). Французские живописцы находили подтверждение своим идеям в романе писателя-символиста Жориса-Карла (Шарля) Гюисманса (1848—1907) «Наоборот» («A Rebours», 1884). В книге «Современное искусство» («L’Art moderne», 1883) Гюисманс изложил собственную теорию символизма, а в романе «Собор» («La Cathédrale», 1898), посвящённом собору в Шартре, показал общие символические основы мистической архитектуры готики и декадентского искусства «конца века» (фр. fin-de-siècle).

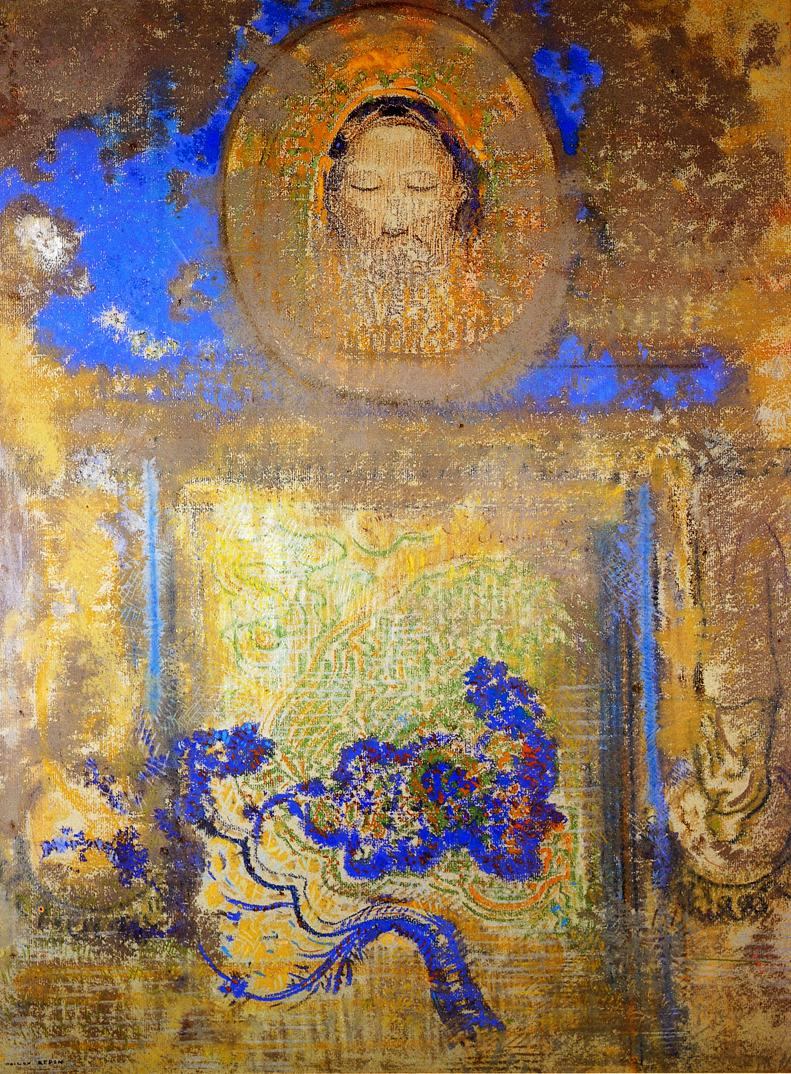
О. Редон. Эвокация. Пастель. Частная коллекция

Эстетика символизма, послужившая идейной основой течения символизма в живописи и графике, вначале проявилась в творчестве французских поэтов Поля Верлена, Артюра Рембо, Стефана Малларме, Огюста Вилье де Лиль-Адана, Шарля Морраса. Символизмом проникнута музыка Клода Дебюсси и Мориса Равеля (хотя эти композиторы считаются импрессионистами), а также живопись и графика Уильяма Блейка (1757—1827), Гюстава Моро (1826—1898), Арнольда Бёклина (1827—1901), Одилона Редона (1840—1916). К символистам относили французского живописца Пьера Пюви де Шаванна, однако его творчество ближе классическому искусству, фрескам раннего итальянского Возрождения.
Черты символизма находят в поздних картинах Поля Гогена (1848—1903), художников группы наби и понт-авенской школы. Сам Гоген называл своё позднее творчество синтетизмом, но критики и историки искусства видели в нём черты символизма. В пуантилизме Ж. Сёра также видят стремление художника выявить в обыденных объектах и прозаических сюжетах, например в картине «Воскресный день на острове Гранд-Жатт» и в серии картин на темы цирка, выявить скрытые для обычного восприятия черты. Известно, что Ж. Сёра увлекался теорией символического значения линий. Он стал выстраивать картины согласно «мажорным» и «минорным» направлениям, линейным и цветовым рифмам. Аналогию поискам стихотворных рифм в живописи Ж. Сёра увидели французские поэты-символисты. Уроки Сёра использовал Робер Делоне, создавая орфизм и симультанизм.
Живописец-постимпрессионист, один из основателей группы «наби» («Пророки») Морис Дени в 1896 г. опубликовал «Заметки о религиозной живописи» («Notes sur la peinture religieuse»). В изданных позднее «Теориях» (1913) Дени излагал концепцию «музыки линий», прибегая к аналогиям музыкального творчества К. Дебюсси. В 1919 г. Дени вместе с живописцем, мистиком и символистом Жоржем Девальером (1861—1950) основал «Ателье Священного Искусства» (Ateliers d’Art Sacre). Другой член группы набидов, Поль Серюзье также пытался отыскать «комплекс правил», вносящих порядок в божественную природу творчества. В книге «Азбука», или «АВС живописи» («ABC de la peinture», 1921) Серюзье доказывал, что искусство «как способ связи с невыразимым», тем не менее, представляет собой «конструкцию, выведенную из теорем», а в основе всех великих произведений искусства присутствует «универсальный художественный праязык», тождественный «почерку Творца».
Французский историк искусства Луи Откёр (1884—1973) разработал оригинальную теорию символизма архитектуры, изложенную им в книге «Мистика и архитектура: символизм круга и купола» («Mystique et architecture: symbolisme du cercle et de la coupole», 1954). Согласно его концепции, формы круга и купола представляют собой древнейшие архетипы, имевшие хтоническое (подземное) значение, и только позднее стали выражать христианские идеи. Содержание менялось, а формы оставались прежними. Символическое значение имеют не формы или знаки, а отношения между ними и воспринимающим эти формы субъектом. Всякий символ есть образ, поскольку в единичном выражает общее, и любой образ есть в некоторой мере символ. Но между ними нет тождества. Художественный образ одновременно и уже и шире своего символического значения.

## Символизм в русском искусстве
Символизм в России значительно отличался от аналогичного течения в искусстве стран Западной Европы. Особенно это проявилось в русской живописи, в которой (академической, передвижнической и даже авангардной) всегда ощущались мощные традиции национальной реалистической школы: связь с окружающей действительностью, стремление к «предметности», осязательности и материальности формы изображаемых предметов. Некоторое время российских символистов отождествляли с декадентами. Декаданс путали с эстетизмом, «стилем модерн» и символизмом в поэзии, музыке, живописи. Против такого подхода выступил поэт А. А. Блок. В 1902 году он писал: «Упадок (у нас?) состоит в том, что иные или намеренно, или просто по отсутствию соответствующих талантов, затемняют смысл своих произведений, причём некоторые сами в них ничего не понимают, а некоторые имеют самый ограниченный круг понимающих… От этого произведение теряет характер произведения искусства».
Но уже в 1890-е годы, после первых русских декадентских поэтических сочинений термины «декадентство» и «символизм» стали противопоставлять. В декадентстве увидели безволие, безыдейность и даже безнравственность; в символизме — идеализм и возвышенную духовность. В теорию символизма внесли свой вклад русские поэты «серебряного века» 1900—1910-х гг. «Общим знаменателем» поэзии и эстетической теории А. А. Блока, В. Я. Брюсова, В. И. Иванова, К. Д. Бальмонта, Ф. К. Сологуба, Д. С. Мережковского было стремление сблизить понятия художественного образа и символа. «Символ есть образ, — писал Андрей Белый, — соединяющий в себе переживания художника и черты, взятые из природы. В этом смысле всякое произведение искусства символично по существу… Понятие о символе указывает на соединяющий смысл символического познания… В искусстве мы познаем идеи, возводя образ к символу. Символизм — это метод изображения идей в образах. Искусство не может отрешиться от символизма, который может быть то замаскирован (классическое искусство), то явен (романтизм, неоромантизм)».
Поэт, философ, переводчик и теоретик искусства Вяч. И. Иванов разделил символизм на «реалистический», задачей которого является познание в действительности «еще более реальной действительности» (лат. ens realissimum — «наиреальнейшее сущее»), и символизм идеалистический, «туманный» (лат. a realibus ad realiora — «от реального к реальнейшему»). В ответ Андрей Белый писал в статье «Платформа символизма 1907 года»: «Символистскую школу я понимаю условно… не будучи школой, догмой, но тенденцией культуры, символизм пока живее всего себя отразил в искусстве… Символисты ни за, ни против реализма, натурализма, классицизма… Символизм для меня — реализм, он не противоречит реализму, а является протестом против кажущегося реальным… Я боролся с мещанским натурализмом, с метафизическим реализмом, формулу которого провозгласил Вячеслав Иванов в 1908 году: „От реальностей к более реальному“; он котировал идеалистом меня, потому что я издевался над подменой понятия „символа“ понятиями мистической геральдики… Символизм — самосознание творчества в единстве формы и содержания» («Арабески», 1911).
По-своему определял суть символического мышления русский религиозный философ Павел Александрович Флоренский. Он писал: «Метафизический смысл подлинной символики не надстраивается над чувственными образами, а в них содержится, собою их определяя, и сами-то они разумны не как просто физические, а как именно образы метафизические, эти последние в себе неся и ими просветляясь» («Небесные знамения», 1919).

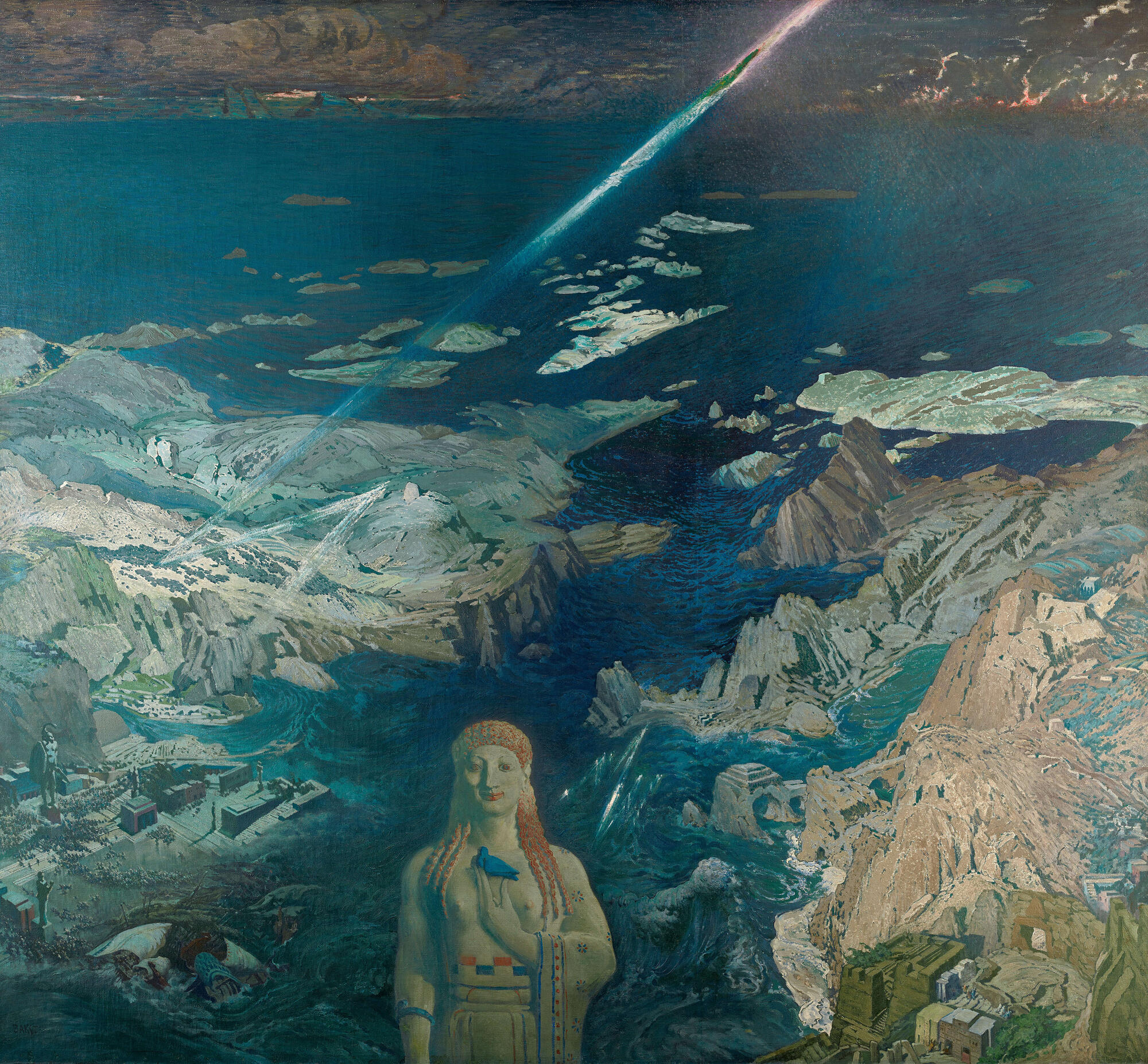
Л. Бакст. Terror Antiquus. 1908. Холст, масло. Государственный Русский музей, Санкт-Петербург

Элементами символизма отмечено творчество многих живописцев и графиков «серебряного века» русской культуры, прежде всего членов объединения «Мир искусства». В 1908 году Лев Бакст продемонстрировал картину «Античный ужас» (Terror Antiquus) на тему романтической легенды о гибели древней Атлантиды. Художник изобразил гибнущую страну с необычно высокой точки зрения, отстранённо. И вне этой мистической перспективы, как видение, внизу, у самой рамы — архаическая статуя коры с голубкой, сидящей у неё на руке. Статуя ассоциируется с богиней Афродитой. Зрители оценили картину как символическое произведение и более того,— как пророчество. В следующем, 1909 году Вяч. И. Иванов отозвался на эту картину публикацией статьи «Древний ужас» («Текст публичной лекции по поводу картины Л. Бакста»), в которой писал: «О древней правде говорит нам художник и, жертвуя Музам, служит великой и мудрой богине — памяти».
К символистам относят художников объединений «Алая роза», «Голубая роза», сотрудников журнала «Золотое руно». Московский символистский журнал «Весы» с 1904 г. проповедовал «демоническую графику» английского художника Обри Бёрдсли, мрачную живопись Одилона Редона и Франца фон Штука, модернистский символизм Густава Климта и Макса Клингера. В то время говорили, что почти в каждой гостиной в домах Западной Европы и России можно было видеть репродукцию картины Арнольда Бёклина «Остров мёртвых» (1883).
Среди художников русского модерна символистские тенденции проявились в творчестве Михаила Александровича Врубеля, литовского композитора и живописца Микалоюса Чюрлёниса. Характерна полемика в истории отечественного искусствознания: можно ли причислять к символистам и, тем более, к художникам модерна, М. А. Врубеля. Ответ: и да, и нет. Творчество выдающихся мастеров и их индивидуальный стиль всегда шире и глубже какого-то одного направления или течения в искусстве. В произведениях Врубеля можно найти и элементы декаданса, и вкусов модерна, и символизма, неорусского стиля, простора художественной фантазии и подлинного ренессанса. А. А. Блок является автором знаменательной речи «Памяти Врубеля», произнесённой на похоронах художника 3 апреля 1910 года, в которой он сравнил художника с «вестником», слышавшим «звуки небес».
Многие ранние произведения живописца Кузьмы Сергеевича Петрова-Водкина также символичны, но это не означает того, что Петров-Водкин символист. В картине «Купание красного коня», тем не менее, многие увидели «символизм русской национальности, исконного лика России».
Очевидно, что символизм в изобразительном искусстве не является ни отдельным художественным направлением, ни, тем более, стилем, поскольку не характеризуется определёнными формальными носителями, но имеет значение существенной тенденции развития культуры. Однако первая мировая война, революция в России, развитие тоталитаризма, нигилизма, прагматизма и атеизма, натиск авангардных течений в начале XX века прервал на время классическую традицию, а вместе с ней и символизм классического искусства. Супрематические композиции К. С. Малевича, цвето-музыкальные фантазии М. В. Матюшина, инсталляции дадаизма и рэди-мэйд также символичны, но их символика иного рода. Она демонстративна и провокационна, и её декларативность находится за границами художественной образности — в области социальной коммуникации.